# Tillmans Corner, Alabama
Tillmans Corner är en ort (CDP) i Mobile County, i delstaten Alabama, USA. Enligt United States Census Bureau har orten en folkmängd på 17 398 invånare (2010) och en landarea på 33,6 km².